# Vladimír Žabotinský
Vladimír Ze'ev Žabotinský MBE (hebrejsky  זאב ז'בוטינסקי; rusky Влади́мир Евге́ньевич Жаботи́нский, Vladimír Jevgeňjevič Žabotinskij; anglicky Ze'ev Jabotinsky; 18. října 1880, Oděsa – 4. srpna 1940, New York) byl jeden z nejvýznamnějších židovských vůdců 20. století, zakladatel revizionistického sionismu, spisovatel, řečník, voják a zakladatel židovské sebeobranné organizace v Oděse. V první světové válce pomáhal v rámci britské armády zformovat Židovskou legii a byl zakladatelem a vůdcem tajné židovské národní vojenské organizace Irgun (Irgun Cvaj Leumi nebo Ecel).

## Biografie

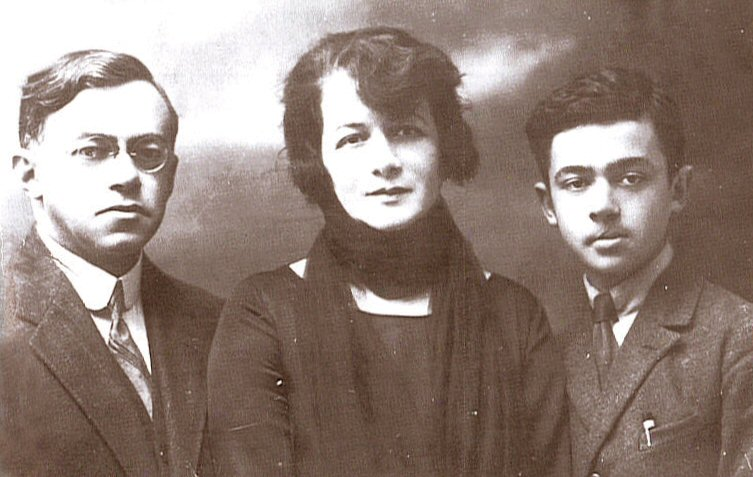
Vladimír Žabotinský a jeho rodina

Vladimír Žabotinský se narodil v Oděse, v Ruském impériu (dnešní Ukrajina), vyrůstal v židovské rodině střední třídy a byl vzděláván v ruských školách. Zatímco jako malý chlapec dostával lekce hebrejštiny, později ve své autobiografii napsal, že jeho výchova byla rozvodem židovské víry a tradic.
Žabotinského novinářský talent začal být zřejmý již před tím, než dokončil střední školu. První texty uveřejnil v oděských novinách již v šestnácti letech. Po absolvování byl jako reportér ruského tisku poslán do švýcarského Bernu a později do Itálie. Psal pod pseudonymem „Altalena“ (italské slovo pro „swing“; další informace v článku Altalena). Během svého pobytu v Itálii vystudoval právo na univerzitě v Římě. Jeho působení v Itálii mu získalo uznání jednoho z nejbystřejších rusky mluvících novinářů. Později vydával noviny v ruštině, jidiš a hebrejštině. Koncem roku 1907 se oženil s Annou Markovnou Gelperinovou. Měli spolu jedno dítě, syna Ariho, který zahynul po Šestidenní válce v roce 1967 ve věku 59 let.

### Sionismus
Po Kišiněvském pogromu v roce 1903 se Žabotinský přidal k sionistickému hnutí, kde byl již brzy na to známý coby energický mluvčí a vlivný vůdce. Jelikož situace naznačovala, že se vyskytnou další pogromy, Žabotinský založil Židovskou sebeobranou organizaci, židovskou milici, k ochraně židovských komunit v Rusku. V důsledku těchto postupů se stal Žabotinský velmi kontroverzní postavou ruského židovstva. V tomto období se rozhodl naučit se moderní hebrejštinu a přijal hebrejské jméno Ze'ev („vlk“). Během pogromů organizoval v židovských komunitách v Rusku sebeobranné jednotky a bojoval za občanská práva pro židovskou populaci jako celek. Téhož roku byl zvolen jako ruský delegát na šestém sionistickém kongresu ve švýcarské Basileji. Po Herzlově smrti v roce 1904 se stal vůdcem pravicově zaměřených sionistů. V roce 1906 byl jedním z hlavních řečníků na konferenci ruských sionistů Helsingfors v Helsinkách, kde vyzval evropské Židy aby se zapojili do Gegenwartsarbeit (práce v současnosti) a přidali se k osvobozeneckému boji etnických menšin v Rusku. V roce 1909 silně kritizoval vůdčí představitele ruské židovské komunity za účast na slavnosti stého výročí narození ruského spisovatele Nikolaje Gogola. Říkal, že vzhledem ke Gogolovým antisemitským názorům bylo nemístné, že se ruští Židé této slavnosti zúčastnili, což podle něj ukázalo, že nemají žádnou židovskou sebeúctu.

### Sbor sionských mezkařů

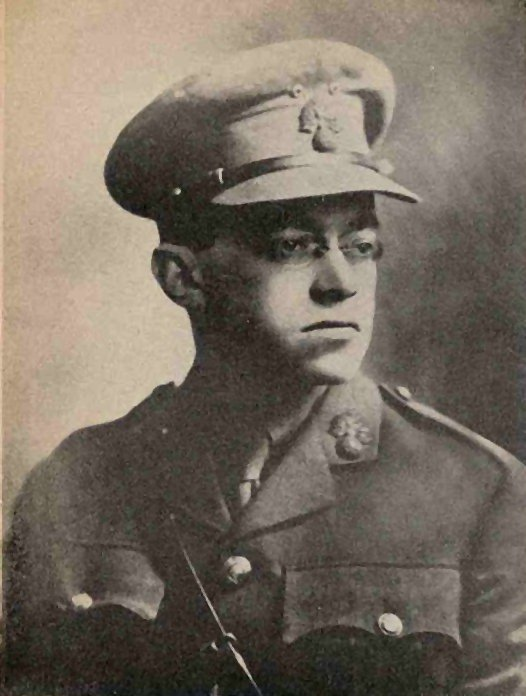
Žabotinský v uniformě

Během první světové války přišel s myšlenkou vytvoření Židovské legie, která by po boku Britů bojovala proti Osmanům, kteří vládli nad Palestinou. V roce 1915 proto vytvořil společně s Josefem Trumpeldorem, jednorukým veteránem rusko-japonské války, Sbor sionských mezkařů (Zion Mule Corps), který sestával z několika stovek židovských mužů, zejména Rusů, kteří byli z Palestiny vyhnáni Osmany do Egypta. Jednalo se o dopravní jednotku, jejíž příslušníci museli být beze zbraní. Nejznámější akcí této jednotky byla účast na riskantní ofenzívě proti Osmanům na poloostrově Gallipoli. Když se Sbor sionských mezkařů rozpadl, Žabotinský odcestoval do Londýna, kde pokračoval ve své snaze o vytvoření židovských jednotek, které by bojovaly v Palestině, jako součást britské armády. V roce 1917 souhlasila britská vláda s ustanovením tří židovských jednotek. Žabotinský sloužil jako voják v roce 1918 v Jordánském údolí a byl vyznamenán za statečnost. Jedno z jeho největších zklamání bylo, že se židovští vojáci nemohli zúčastnit více bitev, jelikož Britové měli sklon je kontrolovat tím, že je ponechali ve Sboru sionských mezkařů.

### Role v palestinských nepokojích
Poté, co byl v srpnu 1919 Ze'ev Žabotinský propuštěn z britské armády, jako „indiskrétní politický řečník“, byly jeho snahy v Palestině zaměřeny na otevřený trénink židovských dobrovolníků v sebeobraně. Tato snaha však byla zamítnuta britskými úřady. I přesto však bylo přibližně 600 Židů tajně vycvičeno v používání malých zbraní.
Po palestinských nepokojích v roce 1920 a žádostech arabského vedení provedli Britové prohlídky kanceláří a bytů sionistických představitelů, včetně domů Weizmanna a Žabotinského, s cílem najít zbraně. V Žabotinského domě našli 3 pušky, 2 pistole a 250 nábojů. Celkem bylo včetně Žabotinského zatčeno devatenáct mužů.
Vyšetřovací komise rozhodla, že za nepokoje je odpovědná Sionistická komise, která měla provokovat Araby. Žabotinský byl za držení zbraní odsouzen k patnácti letům vězení. Soud jej obvinil z bolševismu s tím, že pramení ve skrytém sionistickém srdci, a ironicky ztotožnil krajně antisocialistického Žabotinského se socialistickou stranou Poalej Cijon („Dělníci Sijónu“). Po bouřlivých protestech proti verdiktu nakonec dostal amnestii a byl propuštěn z vězení v Akko.

### Zakladatel revizionistického hnutí
Po válce byl Žabotinský v Palestině zvolen do první legislativní rady a v roce 1921 byl zvolen do výkonné rady Sionistické organizace. Sionistickou organizaci opustil v roce 1923 a kvůli rozdílným názorům mezi ním a předsedou organizace Chajimem Weizmannem založil novou revizionistickou stranu s názvem Aliance revizionistických sionistů a její mládežnické hnutí Bejtar (hebrejský akronym pro „Ligu Josefa Trumpeldora“). Jeho nová strana požadovala, aby sionistické hnutí uznalo objektivnost založení židovského státu po obou březích řeky Jordán. Jeho hlavním cílem bylo založení moderního židovského státu s pomocí Britského impéria. Jeho filosofie kontrastovala se socialisticky orientovaným dělnickým sionismem v zaměření na ekonomiku a sociální politiku ideální židovské střední třídy v Evropě. Měl podporu především v Polsku a jeho aktivity se zaměřovaly na získání britské pomoci pro vybudování jišuvu. Dalším místem Žabotinského podpory byla Litva, kdy jeho ohnivé projevy v ruštině udělaly velký dojem na rusky mluvící litevskou židovskou komunitu.

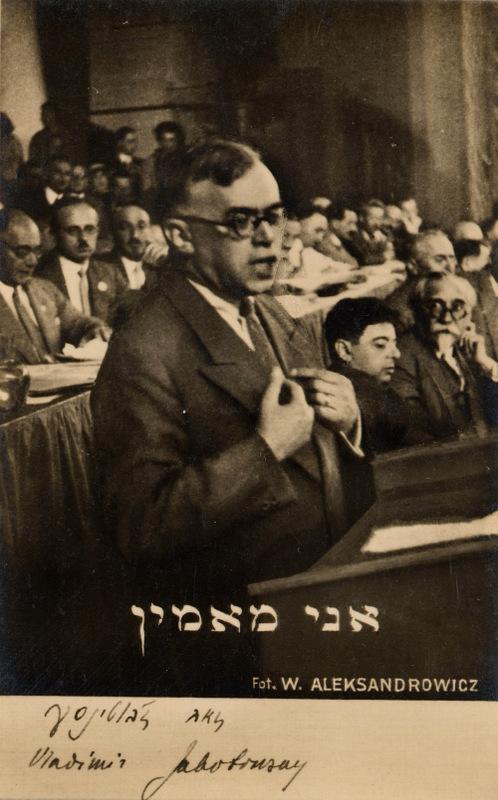
Žabotinský na sionistickém kongresu (1931)

### Brity poslán do vyhnanství
V roce 1929 Žabotinský opustil Palestinu, aby se vypravil na šestnáctý sionistický kongres. Když se chtěl vrátit, nebylo mu to britskými úřady povoleno. Hnutí, jež založil, nebylo jednolitou entitou, ale bylo tvořeno třemi oddělenými frakcemi, z nichž byl Žabotinský ten umírněný.
Žabotinský upřednostňoval spolupráci s Brity, zatímco osoby jako David Raziel, Aba Achimeir a Uri Cvi Greenberg se zaměřovali na akce, kterými by získaly nezávislost na mandátní Palestině, přičemž politicky bojovali proti dělnickým sionistům, britským úřadům a mstili se za arabské útoky.

### Plán na evakuaci polského židovstva
Během 30. let se Žabotinský velmi znepokojoval situaci židovské komunity v Polsku. V roce 1936 připravil Žabotinský tzv. „evakuační plán“, který počítal s evakuací veškeré židovské populace Polska do Palestiny. Téhož roku Žabotinský navštívil východní Evropu a setkal se s polským ministrem zahraničí, plukovníkem Józefem Beckem, regentem Maďarska, admirálem Miklósem Horthym a premiérem Rumunska, Gheorghe Tătărescu, aby společně projednali evakuační plán. Plán získal podporu všech tří vlád, ale způsobil značnou kontroverzi uvnitř polského židovstva, kvůli tomu, že hrál do rukou polských antisemitů. Zejména skutečnost, že evakuační plán měl podporu polské vlády, si mnoho Židů vyložilo tak, že Žabotinského podporují ti, které považovali za „zlé lidi“. Evakuace židovských komunit z Polska, Maďarska a Rumunska se měla uskutečnit během deseti let. Britská vláda však tento plán vetovala a předseda Sionistické organizace Chajim Weizmann jej odmítl. O dva roky později, roku 1938, řekl Žabotinský v projevu polským Židům, že „žijeme na pokraji vulkánu“, a varoval, že se v Polsku v blízké budoucnosti odehraje vlna krvavých super-pogromů. Žabotinský jezdil varovat Židy do Evropy, aby uprchli do Palestiny, co nejdříve to půjde.

### Víra v rovnoprávnost pro arabskou menšinu
Žabotinský byl složitý člověk, v němž se mísil cynismus a idealismus. Byl přesvědčen, že není žádná možnost, jak by Židé mohli znovuzískat Palestinu, aniž by se postavili na odpor Arabům, ale zároveň věřil, že by měl židovský stát být domovem arabských obyvatel. V roce 1934 sepsal návrh ústavy pro židovský stát, který deklaroval, že arabská menšina bude požívat rovnoprávnosti „ve všech oblastech veřejného života.“ Obě komunity by měly sdílet státnické povinnosti, vojenské i civilní služby a užívat svých výsad. Žabotinský navrhl, aby hebrejština a arabština měly stejné postavení, a aby „v každé vládě, kde je premiérem Žid, byl post vicepremiéra nabídnut Arabovi, a naopak.“

### Smrt
Žabotinský zemřel v New Yorku 4. srpna 1940 na následky srdečního infarktu, při návštěvě tábora vedeného Bejtarem. Požadavek B'nai B'rith, aby byl pohřben v Izraeli, byl izraelským premiérem Davidem Ben Gurionem zamítnut. Ben Gurion napsal v dopise datovaném 7. května 1958 soudci Telavivského distriktního soudu Josefu Lammovi, viceprezidentovi B'nai B'rith v Izraeli, že: „Izrael nepotřebuje mrtvé Židy, ale živé Židy a já nevidím důvod pro rozšiřování hrobů v Izraeli.“
Pohřeb Žabotinského a jeho ženy na Herzlově hoře, byl nakonec schválen v roce 1964 veteránem Židovské legie a tehdejším premiérem Levi Eškolem.

## Odkaz a připomínka

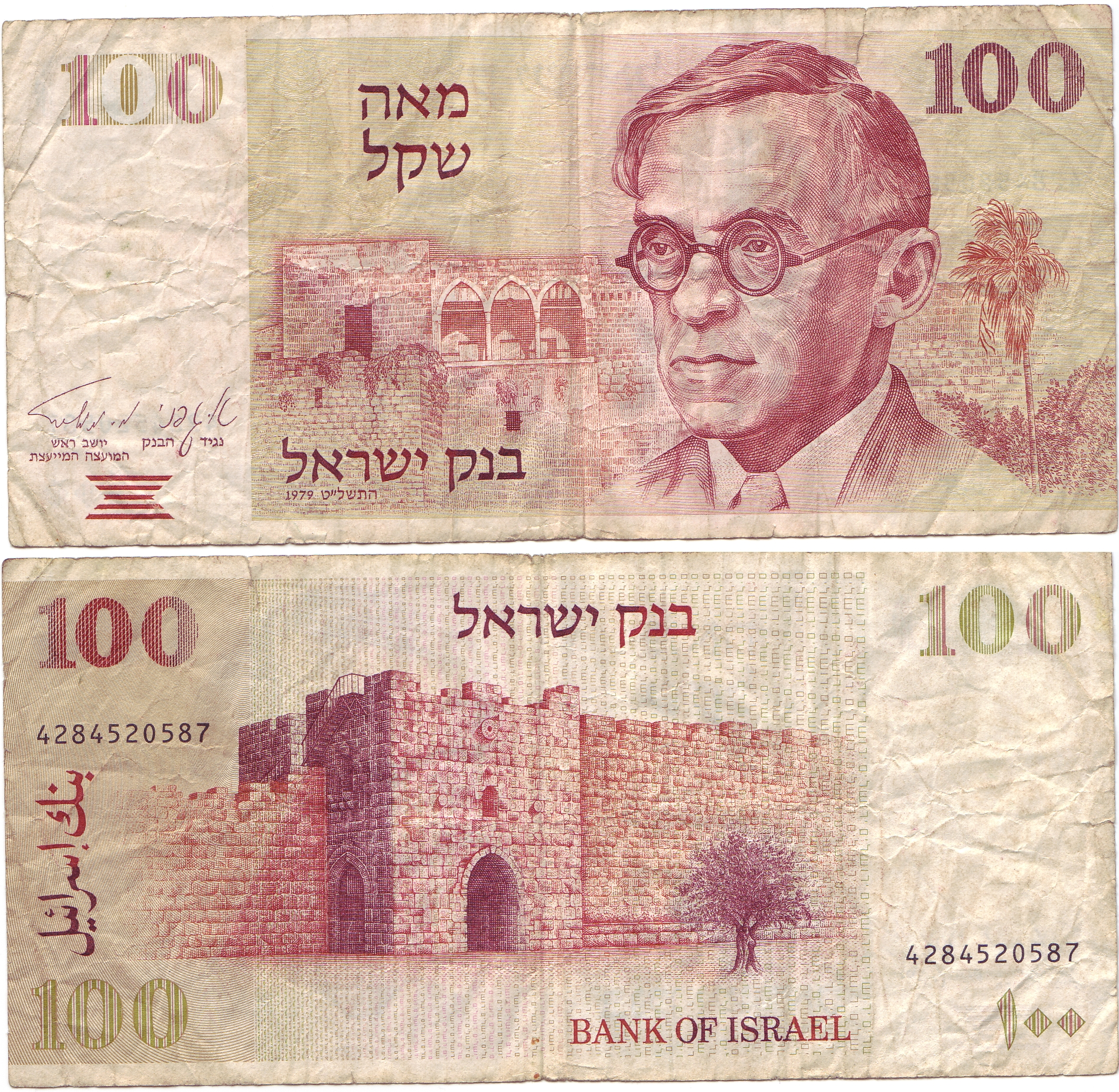
Žabotinský na izraelských bankovkách

Odkaz Ze'eva Žabotinského dnes v Izraeli nese strana Cherut (která se v roce 1973 sloučila s dalšími pravicovými stranami do formace Likud), Cherut - Národní hnutí (odštěpená část Likudu), Magšimej Cherut (mladé aktivistické hnutí) a Bejtar (hnutí mladých). Ve Spojených státech vedlo jeho volání po židovské sebeobraně k zformování uskupení Americans for a Safe Israel a Jewish Defense Organization. V Izraeli je po Žabotinském pojmenováno více ulic, parků a náměstí, než po jakékoliv jiné osobě židovských nebo izraelských dějin. Za vynikající službu Státu Izrael je udělována Žabotinského medaile a ve většině izraelských měst lze nalézt ulice s jeho jménem. Žabotinský je pohřben na izraelském národním hřbitově na Herzlově hoře. Izraelská levicová ministryně školství Juli Tamir za Stranu práce oznámila 11. srpna 2008 plán odstranit Žabotinského ze školních osnov a nahradit jej výukou o arabském pohledu na vznik Státu Izrael.
| „ | Vláda vyřadila Ze'eva Žabotinského ze školních učebnic a nahradila jej Nakbou. | “ |
| — Benjamin Netanjahu, předseda Likudu kritizuje rozhodnutí ministryně školství Juli Tamir vyřadit výuku o Žabotinském z osnov a nahradit ji výukou o arabském pohledu na vznik Státu Izrael |                                                                                |   |

## Knihy
- (1917) Turkey and the War. Londýn, T. F. Unwin, Ltd.
- (1930) Samson the Nazarite. Londýn, M. Secker,
- (1942) The War and The Jew. New York, The Dial Press
- (1945) The Story of the Jewish Legion. New York, B. Ackerman
- (1941) The Battle for Jerusalem. New York, The Friends,
- (1984) A Pocker Edition of Several Stories Mostly Reactionary, Tel-Aviv: Reproduced by Jabotinsky Institute in Israel.
- (2005) The Five, A Novel of Jewish Life in Turn-of-the-Century Odessa. ISBN 978-0-8014-8903-7